# 長尾虎貓
長尾虎貓（學名：Leopardus wiedii）是原住在中美洲及南美洲的貓科，學名以維德-新維德親王（Prince Maximilian of Wied-Neuwied）來命名。牠們是獨居及夜間活動的，喜歡棲息在雨林的深處，包括在墨西哥至阿根廷的雨林。雖然牠們曾一度被認為瀕危至滅絕，但現已改善為近危的狀況。

## 特徵
長尾虎貓重約3－9公斤，體長45－80厘米，尾巴長33－51厘米。牠們很像較大型的虎貓，但頭部較短，尾巴及四肢較長，尾巴上的斑點也不同。牠們是攀樹的能手，可以一生都在樹上生活，穿越樹間追捕鳥類及猴子。牠們是貓科中兩種擁有靈活的腳跟來攀樹的物種之一，另一種則是雲豹。牠們的腳跟可以旋轉180°，前肢與後肢也可以牢牢抓住樹枝，且能跳躍一段遠距離。曾見過牠們以一肢來掛在樹上。牠們是垂直跳高達6米及跳遠8米。

## 食性
由於長尾虎貓很稀少，大部份有關牠們食性的研究都是從其胃部剩餘及糞便來分析。牠們主要吃細小的哺乳動物、鳥類、蛋、蜥蜴及樹蛙。牠們也可能會吃草及其他植物，來幫助消化。最近發現牠們會追捕松鼠，所以肯定了牠們能完全在樹上覓食。

## 种类
現時已知的長尾虎貓亞種如下：
- L. w. wiedii：分佈在巴西中部及東部、巴拉圭、烏拉圭及阿根廷北部。
- L. w. amazonicus：分佈在巴西西部、秘魯內部、哥倫比亞及委內瑞拉。
- L. w. boliviae：分佈在玻利維亞。
- L. w. cooperi：分佈在墨西哥北部。
- L. w. glauculus：分佈在墨西哥中部。
- L. w. nicaraguae：分佈在洪都拉斯、尼加拉瓜及哥斯達黎加。
- L. w. oaxacensis：分佈在墨西哥南部。
- L. w. pirrensis：分佈在巴拿馬、哥倫比亞、厄瓜多爾及秘魯。
- L. w. salvinius：分佈在墨西哥的恰帕斯州、瓜地馬拉及薩爾瓦多。
- L. w. yucatanicus：分佈在墨西哥的尤卡坦州。

## 文化
2017年1月，以野生動物萌擬人化為主題的日本動畫《動物朋友》（けものフレンズ）播出，長尾虎貓是動畫中的角色之一。